# Pozemní hokej na Letních olympijských hrách 1972
Pozemní hokej na LOH 1972 v Mnichově zahrnoval pouze turnaj mužů. Všechny zápasy tohoto turnaje se odehrály ve dnech 27. srpna až 10. září 1972 na stadionu Hockey Facility Olympic Park.

## Program turnaje
Turnaje se zúčastnilo 16 mužstev, která byla rozdělena do dvou osmičlenných skupin, ve kterých se hrálo způsobem jeden zápas každý s každým a poté nejlepší dva týmy z každé skupiny postoupily do semifinále, týmy na 3. a 4. místě hrály o 5. až 8. místo, týmy na 5. místě sehrály spolu zápas o 9. místo, týmy na 6. místě hrály o 11. místo, týmy na 7. místě hrály o 13. místo a týmy na 8. místě hrály o 15. místo.

## Turnaj mužů
| Zlato   | Západní Německo (FRG) |
| Stříbro | Pákistán (PAK)        |
| Bronz   | Indie (IND)           |

## Skupina A
- 27. srpna
- SRN - Belgie 5:1
- Pákistán - Francie 3:0
- Malajsie - Uganda 3:0
- Španělsko - Argentina 1:1
- 28. srpna
- SRN - Malajsie 1:0
- Belgie - Argentina 1:1
- Pákistán - Španělsko 1:1
- Francie - Uganda 3:1
- 29. srpna
- Pákistán - Uganda 3:1
- Španělsko - Malajsie 0:0
- Belgie - Francie 1:0
- SRN - Argentina 2:1
- 31. srpna
- Pákistán - SRN - 1:2
- Argentina - Uganda 0:0
- Španělsko - Belgie 1:0
- Francie - Malajsie 0:1
- 1. září
- Španělsko - Francie 3:2
- Pákistán - Argentina 3:1
- SRN - Uganda 1:1
- Belgie - Malajsie 2:4
- 3. září
- SRN - Španělsko 2:1
- Pákistán - Malajsie 3:0
- Francie - Argentina 1:0
- Belgie - Uganda 2:0
- 4. září
- Španělsko - Uganda 2:2
- Pákistán - Belgie 3:1
- SRN - Francie 4:0
- Malajsie - Argentina 1:0

| Poř. | Tým       | Z | V | R | P | VG | OG | B  |
| ---- | --------- | - | - | - | - | -- | -- | -- |
| 1.   | SRN       | 7 | 6 | 1 | 0 | 17 | 5  | 13 |
| 2.   | Pákistán  | 7 | 5 | 1 | 1 | 17 | 6  | 11 |
| 3.   | Malajsie  | 7 | 4 | 1 | 2 | 9  | 7  | 9  |
| 4.   | Španělsko | 7 | 2 | 4 | 1 | 9  | 8  | 8  |
| 5.   | Belgie    | 7 | 2 | 1 | 4 | 8  | 14 | 5  |
| 6.   | Francie   | 7 | 2 | 0 | 5 | 6  | 13 | 4  |
| 7.   | Argentina | 7 | 0 | 3 | 4 | 4  | 9  | 3  |
| 8.   | Uganda    | 7 | 0 | 3 | 4 | 6  | 14 | 3  |

## Skupina B
- 27. srpna
- Indie - Nizozemsko 1:1
- Keňa - Polsko 0:1
- Austrálie - Nový Zéland 0:0
- Velká Británie - Mexiko 6:0
- 28. srpna
- Austrálie - Keňa 3:1
- Nový Zéland - Mexiko 7:0
- Indie - Velká Británie 5:0
- Nizozemsko - Polsko 4:2
- 30. srpna
- Polsko - Mexiko 3:0
- Keňa - Nizozemsko 1:5
- Nový Zéland - Velká Británie 2:1
- Austrálie - Indie 1:3
- 31. srpna
- Keňa - Velká Británie 0:2
- Indie - Polsko 2:2
- Nizozemsko - Nový Zéland 2:0
- Austrálie - Mexiko 10:0
- 2. září
- Indie - Keňa 3:2
- Nový Zéland - Polsko 3:3
- Austrálie - Velká Británie 1:1
- Nizozemsko - Mexiko 4:0
- 3. září
- Nizozemsko - Velká Británie 1:3
- Austrálie - Polsko 1:0
- Indie - Mexiko 8:0
- Keňa - Nový Zéland 2:2
- 4. září
- Austrálie - Nizozemsko 2:3
- Keňa - Mexiko 2:1
- Indie - Nový Zéland 3:2
- Velká Británie - Polsko 2:1

| Poř. | Tým            | Z | V | R | P | VG | OG | B  |
| ---- | -------------- | - | - | - | - | -- | -- | -- |
| 1.   | Indie          | 7 | 5 | 2 | 0 | 25 | 8  | 12 |
| 2.   | Nizozemsko     | 7 | 5 | 1 | 1 | 20 | 9  | 11 |
| 3.   | Velká Británie | 7 | 4 | 1 | 2 | 15 | 10 | 9  |
| 4.   | Austrálie      | 7 | 3 | 2 | 2 | 18 | 8  | 8  |
| 5.   | Nový Zéland    | 7 | 2 | 3 | 2 | 16 | 11 | 7  |
| 6.   | Polsko         | 7 | 2 | 2 | 3 | 12 | 12 | 6  |
| 7.   | Keňa           | 7 | 1 | 1 | 5 | 8  | 17 | 3  |
| 8.   | Mexiko         | 7 | 0 | 0 | 7 | 1  | 40 | 0  |

## Zápasy o umístění

### Zápas o 15. místo
- 7. září
- Uganda - Mexiko 4:1

### Zápas o 13. místo
- 7. září
- Argentina - Keňa 0:1

### Zápas o 11. místo
- 8. září
- Francie - Polsko 4:7

### Zápas o 9. místo
- 8. září
- Belgie - Nový Zéland 1:2

### O 5. až 8. místo
- 7. září
- Malajsie - Austrálie 1:2
- Velká Británie - Španělsko 2:0

### Zápas o 7. místo
- 9. září
- Malajsie - Španělsko 1:2

### Zápas o 5. místo
- 9. září
- Austrálie - Velká Británie 2:1

### Semifinále
- 8. září
- SRN - Nizozemsko 3:0
- Pákistán - Indie 2:0

### Zápas o 3. místo
- 10. září
- Nizozemsko - Indie 1:2

### Finále
- 10. září
- SRN - Pákistán 1:0

## Medailisté
| Zlato | Stříbro | Bronz |
| --- | --- | --- |
| Západní Německo | Pákistán | Indie |
| Wolfgang Baumgart Horst Dröse Dieter Freise Werner Kaessmann Carsten Keller Detlef Kittstein Ulrich Klaes Michael Krause Peter Kraus Michael Peter Wolfgang Rott Fritz Schmidt Rainer Seifert Wolfgang Strödter Eckart Suhl Eduard Thelen Peter Trump Ulrich Vos | Iftikhar Ahmed Riaz Ahmed Rasool Akhtar Saeed Anwar Mudassar Asghar Jehangir Butt Islahud Din Akhtarul Islam Asad Malik Abdul Rashid Fezalur Rehman Muhammad Shahnaz Saleem Sherwani Mohammad Zahid Munawarux Zaman | Ajitpal Singh Ashok Kumar Govinda Billimogaputtaswamy Cornelius Charles Harbinder Singh Harcharan Singh Harmik Singh Kulwant Singh Manuel Frederick Michael Kindo Ganesh Mollerapoovayya Mukhbain Singh Perumal Krishnamurthy Virinder Singh |